# Solo (借记卡)
Solo是英国发行的一种借记卡品牌，是当时已有的Switch卡的姊妹卡。1997年7月1日由Switch卡公司推出，是针对没有资格申请Switch（或随后的万事顺）支票账户的持卡人（如青少年）提供的一款储蓄卡产品。Solo卡于2011年3月31日永久退出市场。

## 运作
早期，Solo卡被作为多功能现金卡，由國民西敏銀行、苏格兰皇家银行发放给11岁以上的持卡人，汇丰银行（早先的米特蘭銀行）发放给13岁以上的持卡人。不过如今苏格兰皇家银行和汇丰银行已经用Visa金融卡将其取而代之。
与它的主要竞争对手（如维萨电子卡）一样，Solo卡的所有交易均需收到来自发卡行的电子授权。如果持卡人的账户不足结清资金，授权就不会被给予。
Solo卡交易会送到Switch卡处理系统（后更换品牌为万事顺卡）。然而，有些商家为了防止18岁以下持卡人的在线购买，通过卡号来对Solo卡和Switch卡区别处理。由于Solo卡对未成年人的可用性，其可以作为一个简单的年龄审核机制。例如，在网上杂货店Ocado支持Solo卡支付，但对于Solo卡的支付拒绝出售刀片或酒精饮料。
Solo卡也被颁发给具有不良信用记录的人们。发卡银行可能承担的责任会比较少。